# Tom Sawyer
Tom Sawyer é o personagem principal dos livros infantis As Aventuras de Tom Sawyer (1876), As Viagens de Tom Sawyer (1894) e Tom Sawyer, Detective (1896), de Mark Twain (1835-1910), considerado o pai da literatura americana moderna. É um garoto que vive com a tia Polly, o irmão Sidney e a sua prima (filha da sua tia) chamada Mary numa pequena cidade nas margens do rio Mississippi, nos Estados Unidos, no século XIX. Esperto, Tom e seu amigo Huckleberry Finn metem-se nas mais incríveis peripécias. 
Tom é um dos mais importantes personagens da literatura norte-americana. Criado pelo escritor Mark Twain, é encontrado nas seguintes obras do autor: “Tom Sawyer, Detective”, "As Viagens de Tom Sawyer” e “As Aventuras de Tom Sawyer”. O personagem de Twain é um garoto que vive na sociedade sulista do país na época em que ainda predominava o sistema da escravidão.
Tom Sawyer é criado por Polly, sua tia, e vive junto com a prima Mary e o irmão Sidney. Ambos moram em um pequeno povoado em Missouri, sul dos Estados Unidos, às margens do Mississipi, o segundo mais longo rio dos Estados Unidos. As histórias são sempre sobre as aventuras e descobertas de Tom Sawyer e Huckleberry Finn, seu amigo de jornadas.
Entre os personagens que permeiam os mundos criados por Mark Twain nas histórias de Tom Sawyer, os de maior destaque são: Jhonny Billy, Ben Rogers, Muff Potter, Mary, Sidney Sheldon, Espanhol Surdo-Mudo, Injun Joe, Huck Finn, Joe Harper, Becky Tatcher e Tia Polly.
O personagem exerceu grande influência na cultura dos E.U.A. no século XX. Desta forma, são encontradas diversas citações a seu nome em campos que vão da música às histórias em quadrinhos. No segmento musical, o nome de Tom Sawyer batizou o nome de uma música da banda canadense de rock progressivo Rush e uma composição do grupo americano Mindless Self Indulgence.
No cinema, o personagem é citados nos filmes The League of Extraordinary Gentlemen, It's a Wonderful Life e Minority Report. Na televisão, é citado em séries como Lost, Pretty Little Liars, The Walking Dead, CHUCK, Os Padrinhos Mágicos e The Big Bang Theory.
Na literatura, o personagem criado por Mark Twain é citado no livro de Umberto Eco A Misteriosa Chama da Rainha Loanna. Já nos quadrinhos, Tom Sawyer  é citado pelo corvo Matthew no 10º volume da série Sandman – Despertar.

## Personagens
- Tom Sawyer - Thomas Sawyer é o personagem principal de "As Aventuras de Tom Sawyer" ele é aventureiro, levado e gosta de chamar a atenção.
- Sid - Sidney é meio irmão de Tom, sossegado e gosta de denunciar as travessuras de Tom Sawyer.
- Tia Polly - Tia de Tom, cuida dele por que sua irmã (mãe de Tom) faleceu.
- Becky Thatcher- Menina que Tom se apaixona
- Joe Harper
- Espanhol Surdo-mudo
- Sidney Sheldon
- Mary=prima de tom
- Muff Potter
- Ben Rogers
- Billy
- Jhonny
- Mary
- Amy Lawrence- Ex-namorada de Tom
- Injun Joe

## Citações
- Tom Sawyer serviu de inspiração para a música homônima da banda canadense Rush, tornou-se tema de abertura do filme " Profissão Perigo/MacGyver(1985).
- Tom Sawyer serviu de inspiração para a música homônima da banda Americana Mindless Self Indulgence
- A personagem e o livro também são citados nos filmes Minority Report - A Nova Lei (no Brasil) e Minority Report - Relatório Minoritário (em Portugal) (pelo ator Tom Cruise), no filme A Felicidade não se compra (no Brasil) e Do céu caiu uma estrela (em Portugal) (pelo ator James Stewart), no filme A Liga Extraordinária (no Brasil) e A Liga dos Cavalheiros Extraordinários (em Portugal) (pelo ator Shane West) e um personagem com sobrenome homônimo no seriado Lost (no Brasil) e Perdidos (em Portugal).
- Serviu de inspiração para a série de Tv americana Chuck no episódio "Chuck contra Tom Sawyer", onde Tom Sawyer é um código secreto para desarmar uma bomba.
- Considerado vilão em Os Padrinhos Mágicos no episódio "Vida Na Estante".
- O protagonista do livro "A Misteriosa Chama da Rainha Loana", de Umberto Eco, cita Tom Sawyer em uma de suas passagens.
- Citado no filme "Alice Upside Down", a professora Plotkins lê o livro para a turma de Alice e no final do filme dá o mesmo livro de presente a ela
- Também citado no desenho Phineas e Ferb pelo Dr. Heinz Doofenshmirtz quando o mesmo ouvia um CD falando a respeito de Tom Sawyer.
- É citado pelo corvo matthew no decimo volume de sandman, despertar.
- Citado no conto a Canoa, pg 2 linha 9, do escritor Luke T Bergeron. Ele cria um verbo e usa no passado, Tom Sawyered.
- No seriado Chuck exibido pela NBC na segunda temporada Tom Sawyer foi um tecnico de video-game e criador de um missel que podia iniciar a terceira guerra mundial. Tem como tema a musica da banda canadense Rush.
- Tom Sawyer é citado por A por meio de um torpedo no episódio "Please Do Talk About Me When I'm Gone" (8ª episódio da 1ª Temporada), da serie Pretty Little Liars.
- Em Dogville, o livro que Thomas Edison (pai) está lendo é "The Adventures of To
- É citado no último episódio da 12º temporada de Os Simpsons, Contos da Carochinha, na história, Tom, interpretado por Bart Simpson foge de um casamento arranjado.
- Em Feiticeiros de Waverly Place, Max mente para sua namorada que seu nome é Tow Sawyer, e mais referências são citadas no episódio.
- É mencionado no 1° livro da série "Percy Jackson e os Olimpianos", "O Ladrão de Raios". No início do livro, Percy diz que ficou com preguiça de ler o livro, e pegou o resumo da internet.
- É mencionado na série The Walking Dead. No 5° episódio da quarta temporada, Hershel Greene diz para Lizzie ler o exemplar de Tom Sawyer dele, a fim de mantê-la afastada dos doentes.
- Aparece na capa de "Deadpool Killustrated #2".
- Tom Sawyer serviu de inspiração para o mangá Tom Sawyer de Shin Takahashi
- Tom Sawyer é mencionado no filme "The Ridiculous 6".
- Tom Sawyer é mencionado no episódio 7 da quarta temporada de Arrow.
- Tom Sawyer é mencionado no episódio 14 da sétima temporada de Modern Family.
- Tom Sawyer é mencionado no episódio 12 da oitava temporada de Modern Family.
- Tom Sawyer é mencionado no episódio 5 da décima primeira temporada de The Big Bang Theory.

## Filmes
- Tom Sawyer, filme norte-americano de 1930, com Jackie Coogan
- Tom Sawyer, filme norte-americano de 1973, com Jodie Foster
- As Aventuras de Tom Sawyer, filme de animação japonês de 1980
- Tom and Huck, filme norte-americano de 1995, dirigido por Peter Hewitt
- Tom Sawyer, filme de animação norte-americano de 2000
- Tom Sawyer, dirigido por Hermine Huntgeburth, roteiro de Sascha Arango, baseado no romance de Mark Twain, estrelando Louis Hofmann como Tom Sawyer, Leon Seidel como Huckleberry Finn, Heike Makatsch como Tante Polly, Benno Fürmann como Índio Joe e Joachim Król como Muff Potter [1].